# Episodi di Girlfriends' Guide to Divorce (quarta stagione)
La quarta stagione della serie televisiva Girlfriends' Guide to Divorce, composta da 6 episodi, è stata trasmessa sul canale statunitense Bravo dal 17 agosto al 21 settembre 2017.
In Italia, la stagione è andata in onda dal 9 febbraio al 16 marzo 2018 sul canale a pagamento Premium Stories.
| n° | Titolo originale                            | Titolo italiano                           | Prima TV USA      | Prima TV Italia  |
| -- | ------------------------------------------- | ----------------------------------------- | ----------------- | ---------------- |
| 1  | Rule No. 776: The Cat is Always on the Roof | Regola 776: Il gatto sta sempre sul tetto | 17 agosto 2017    | 9 febbraio 2018  |
| 2  | Rule #No. 10: Just Survive                  | Regola 10: Sopravvivi e basta             | 24 agosto 2017    | 16 febbraio 2018 |
| 3  | Rule No. 706: Let Them Eat Cupcakes         | Regola 706: Lascia che mangino i cupcake  | 31 agosto 2017    | 23 febbraio 2018 |
| 4  | Rule No. 49: Let It Shine                   | Regola 49: Lascia che brilli              | 7 settembre 2017  | 2 marzo 2018     |
| 5  | Rule No. 930: Plan for New Plans            | Regola 930: Piani per nuovi piani         | 14 settembre 2017 | 9 marzo 2018     |
| 6  | Rule No. 155: Go with the Magician          | Regola 155: Da’ ascolto alla maga         | 21 settembre 2017 | 16 marzo 2018    |